# Vino de Calidad
Vino de Calidad o Vino de Calidad con Indicación Geográfica es una indicación geográfica española para vinos producidos y elaborados en una región, comarca, localidad o lugar determinado con uvas procedentes de los mismos, cuya calidad, reputación o características se deben al medio geográfico, al factor humano o a ambos, en lo que se refiere a la producción de la uva, a la elaboración del vino o a su envejecimiento, pero también se deben tener en cuenta factores propios del territorio en el que se produce el vino, tales como, microclimas y mesoclimas, puesto que estos influyen en los taninos del vino.
Esta indicación geográfica está reglamentada por la Ley de la Viña y el Vino (2003), que estipula que todos los vinos sujetos a esta indicación deben cumplir los requisitos de la misma:

## Vinos
En 2022 existen en España siete regiones vitivinícolas acogidas a esta denominación registradas en la Unión Europea:
- Cangas
- Lebrija
- Sierra de Salamanca
- Valles de Benavente
- Valtiendas
- Islas Canarias
- Cebreros